# Фуллер, Сэмюэл
Сэмюэл Фуллер (англ. Samuel Fuller; 12 августа 1912, Вустер, Массачусетс — 30 октября 1997, Голливуд) — американский кинорежиссёр, сценарист, прозаик, который прославился в 1960-е годы малобюджетными жанровыми фильмами на «неудобные» и запретные прежде для Голливуда темы («Шоковый коридор», «Обнажённый поцелуй»). Его творчество, предвещавшее эпоху Нового Голливуда, но не оцененное по достоинству американским истеблишментом, получило высокую оценку со стороны теоретиков французской новой волны. На исходе жизни режиссёр постоянно жил и работал во Франции.

## Биография
Родился в семье еврейских эмигрантов; отец, Вениамин Рабинович, происходил из России, мать, Ревекка Баум, — из Польши. По приезде в Америку семейная фамилия сменилась на Фуллер — возможно, в честь доктора Сэмюэла Фуллера с «Мейфлауэра».
В 12 лет Фуллер начал работать разносчиком газет, в 17 лет стал криминальным репортёром в New York Evening Graphic. С середины 1930-х работал как сценарист, писал бульварные романы.
Во время Второй мировой войны служил в пехоте, был приписан к 16-му пехотному полку 1-й пехотной дивизии. Участвовал в выбросках в Африке, Сицилии и Нормандии, в сражениях в Бельгии и Чехословакии. 6 мая 1945 года участвовал в освобождении концлагеря в Фалькенау, снял 16-мм хронику, позже использованную в документальном фильме «Фалькенау: Невозможное». Награждён Бронзовой звездой, Серебряной звездой и Пурпурным сердцем. Опыт военных лет Фуллер использовал в своих фильмах.
В 1949 году продюсер Роберт Липперт заказал Фуллеру три сценария. Недовольный фильмом «Хладнокровный», поставленным по его сценарию Дугласом Сирком, Фуллер принял заказ Липперта на том условии, что он сам выступит режиссёром своих сценариев без дополнительной платы; Липперт согласился. Третий фильм, «Стальной шлем», один из первых на тему Корейской войны, принёс Фуллеру известность. Некоторые репортёры клеймили фильм как прокоммунистический и антиамериканский и даже утверждали, что фильм тайно финансировался коммунистами. В свою очередь, армия США, предоставившая для фильма кинохронику, категорически возражала против сцены, где американские солдаты казнят военнопленного; Фуллер отвечал, что видел это своими глазами во время службы, но вынужден был пойти на компромисс.
Выполнив заказ Липперта, Фуллер подписал контракт с Дэррилом Зануком на семь фильмов для 20th Century Fox. Первым из них стал ещё один фильм о Корейской войне «Примкнуть штыки!», о седьмом Мика Каурисмяки снял в 1994 году документальный фильм «Тигреро: фильм, который не был снят». Любимым фильмом Фуллера этого периода был «Парк Роу», история об американской журналистике.
Выполнив контракт для 20th Century Fox, Фуллер отмежевался от крупных студий, продолжая снимать низкобюджетные жанровые фильмы на противоречивые темы. Таковы его наиболее признанные работы — «Шоковый коридор» о психиатрической лечебнице и «Обнажённый поцелуй» о проститутке, стремящейся изменить свою жизнь.
На протяжении съёмок боевика «Акула!» (1969) у Фуллера были серьёзные разногласия с продюсерами. После того как один из каскадёров подвергся атаке акулы и погиб, а продюсеры использовали это как рекламный ход, Фуллер покинул съёмки. Увидев сильно урезанный фильм на экране, Фуллер отказался от него и потребовал, чтобы его имя было изъято из титров, но получил отказ.
В 1980 году на экраны вышел фильм Фуллера «Большая красная единица», полуавтобиографическая эпопея о 1-й пехотной дивизии. Фильм был сильно урезан и, хотя получил одобрение критиков, провалился в прокате. С появлением в 2004 году восстановленной версии фильм был переоценен.
В 1981 году на Paramount Pictures начались съёмки фильма «Белая собака» («Белый пёс») по роману Ромена Гари, в котором чернокожий дрессировщик пытается перепрограммировать «белого пса», яростно атакующего любого чернокожего субъекта. Фуллеру было поручено переосмыслить фильм — показать, что затронутый в романе конфликт находится в сознании пса, нежели людей. По ходу съёмок руководство студии всё более убеждалось в том, что фильм оскорбит афро-американских зрителей, и наняло двух консультантов для сглаживания спорных моментов в изображении чернокожих персонажей. Один из консультантов не нашёл в фильме расистских интонаций, другой же, вице-президент голливудского отделения НАСПЦН Уиллис Эдвард, назвал фильм подстрекательским. Заключения консультантов были направлены руководством студии продюсеру Джону Дэвисону с опасениями, что фильм подвергнется бойкоту. Фуллер не был извещён об этих обсуждениях и не получал никаких указаний до того момента, как до запланированного окончания съёмок осталось две недели. Фуллер счёл действия студии оскорбительными и запретил консультантам появляться на съёмочной площадке, хотя отдельные замечания принял. Студия отказалась выпускать фильм в прокат, заявив, что он не окупит бойкот, которым грозит НАСПЦН, и дурной общественный резонанс. Разочарованный, Фуллер уехал во Францию, где поставил свои последние фильмы.

## Фильмография

### Режиссёр
- 1949 — Я застрелил Джесси Джеймса / I Shot Jesse James
- 1950 — Аризонский барон / The Baron of Arizona
- 1951 — Стальной шлем / The Steel Helmet
- 1951 — Примкнуть штыки! / Fixed Bayonets!
- 1952 — Парк Роу / Park Row
- 1953 — Происшествие на Саут-стрит / Pickup on South Street
- 1954 — Ад в открытом море / Hell and High Water
- 1955 — Дом из бамбука / House of Bamboo
- 1957 — Врата Китая / China Gate
- 1957 — Полёт стрелы / Run of the Arrow
- 1957 — Сорок ружей / Forty Guns
- 1959 — Запрещено! / Verboten!
- 1959 — Кровавое кимоно / The Crimson Kimono
- 1961 — Другой мир США / Underworld U.S.A.
- 1962 — Мародёры Меррилла / Merrill’s Marauders!
- 1963 — Шоковый коридор / The Shock Corridor
- 1964 — Обнажённый поцелуй / The Naked Kiss
- 1969 — Акула! / Shark!
- 1973 — Смертельные преследователи / The Deadly Trackers
- 1980 — Большая красная единица / The Big Red One
- 1982 — Белая собака / White Dog
- 1984 — Ночные воришки / Les voleurs de la nuit
- 1989 — Без надежды на возвращение / Street of No Return

### Актёр
- 1977 — Скотт Джоплин — импресарио
- 1977 — Американский друг / Der amerikanische Freund — американец
- 1979 — Тысяча девятьсот сорок первый / 1941 — командир перехватчика
- 1980 — Большая красная единица / The Big Red One — военный корреспондент
- 1982 — Хэммет / Hammett — старик в бильярдной
- 1982 — Белая собака / White Dog — Чарли Фелтон
- 1982 — Положение вещей / Der Stand der Dinge — Джо
- 1984 — Ночные воришки / Les voleurs de la nuit — Золтан
- 1984 — Чужая кровь / Le sang des autres — старик в кафе (нет в титрах)
- 1987 — Жребий Салема 2: Возвращение в Салем / A Return To Salem’s Lot — Ван Меер
- 1989 — Без надежды на возвращение / Street of No Return — комиссар полиции
- 1992 — Жизнь богемы / La Vie de Bohème — Гассо
- 1997 — Конец жестокости / The End of Violence — Луис Беринг